# (33558) 1999 JN22
1999 JN22 (asteroide 33558) é um asteroide da cintura principal. Possui uma excentricidade de 0.06923130 e uma inclinação de 5.66670º.
Este asteroide foi descoberto no dia 10 de maio de 1999 por LINEAR em Socorro.